# Sídliště Zličín

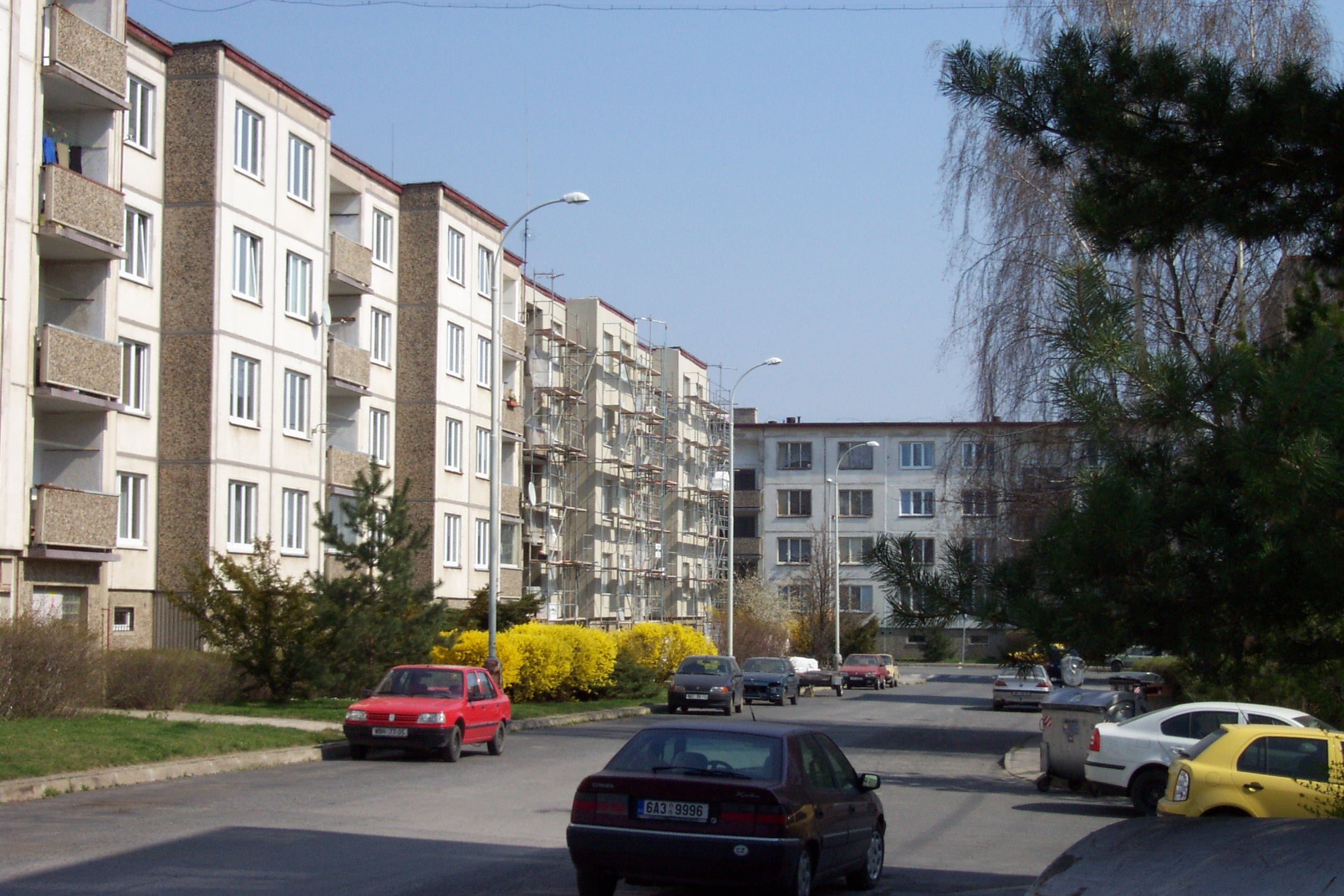
Panelové domy na zličínském sídlišti

Zličínské sídliště bylo postaveno na počátku 80. let 20. století. Patří k městské části Praha-Zličín. Skládá se z 18 třípatrových panelových domů. Sídlištěm prochází ulice Nedašovská a Tasovská. 

## Sport
Uvnitř panelového sídliště se nachází sportoviště. Hraje se zde fotbal, basketbal a florbal. Jsou zde tři fotbalová hřiště a sportovní hala.

## Dostavba
V letech 2008–2013 bylo k sídlišti Zličín dostavěno ještě několik nových domů. Na západ od starých panelových domů bylo postaveno moderní sídliště pod jménem Metropole. 

## Doprava

### Autobus
Zličínské sídliště má docela dobrou dopravní dostupnost. V ulici Hrozenkovská pod sídlištěm se nachází autobusová zastávka Sídliště Zličín a na sever od sídliště se nachází zastávka Halenkovská. Obě tyto autobusové zastávky obsluhuje linka městské hromadné dopravy 180, která zajišťuje spojení se stanicemi metra Zličín, Nemocnice Motol a Dejvická. Nedaleko sídliště se nachází také autobusové nádraží, odkud odjíždí autobusy do středočeského kraje a na letiště Václava Havla.

### Metro
Stanice metra se nachází u autobusového nádraží.